# Kościół Narodzenia Najświętszej Marii Panny w Nowym Sączu
Nieistniejący obecnie klasztorny Kościół Narodzenia Najświętszej Marii Panny w Nowym Sączu stał na miejscu dzisiejszego kościoła ewangelickiego.
Pierwotny kościół i klasztor został zbudowany w 1297 roku. Stał tuż przy murach obronnych. Kolejny kościół, również gotycki, powstał w XIV wieku. Do kościoła dobudowano w 1622 roku kaplicę św. Bernarda, a w 1635 roku zbudowano również kaplicę św. Katarzyny. W latach 1645–1672 przebudowano kaplicę Przemienienia Pańskiego. W 1753 i 1769 roku wybuchły pożary, które doprowadziły do spalenia kościoła i klasztoru. W 1785 roku klasztor zniesiono, a kościół zburzono w 1789 roku.